# Tom Gibson
Tom Gibson (1 de septiembre de 1888 – 6 de diciembre de 1950) fue un director y guionista cinematográfico de nacionalidad estadounidense.
Nacido en Boston, Massachusetts, trabajó en el guion de 79 filmes producidos entre 1915 y 1946. Además, fue el director de 16 películas rodadas entre 1923 y 1937. 
Tom Gibson falleció en Burbank, California, en 1950.

## Selección de su filmografía
- Bull's Eye (1917)
- Wolves of the Street (1920)
- Paying the Limit (1924)
- Getting Her Man (1924)
- The Climbers (1927)
- Thus is Life (1930)
- The Great Adventures of Wild Bill Hickok (1938)